# Stadio Natale Palli
Lo stadio Natale Palli è un impianto sportivo di Casale Monferrato. Ospita le partite interne del Casale F.B.C. ed è intitolato all'aviatore Natale Palli, cittadino casalese, pilota della Regia Aeronautica Militare durante il Regno d'Italia e protagonista con Gabriele D'Annunzio del leggendario Volo su Vienna.

## Storia
Il Casale F.B.C., fondato nel 1909, disputò le prime stagioni della sua storia al Campo sportivo Priocco; pur essendo stato teatro di importanti risultati (tra i quali la prima vittoria di una squadra italiana su una compagine professionistica inglese, quando i nerostellati sconfissero il Reading per 2-1) questo impianto aveva dimensioni molto ridotte (46x90 m) e si decise di sostituirlo.
Dal 1913 fu realizzato un altro impianto sportivo, posto in località Furnasetta (dalle misure 60x105 m); su questo campo si giocò la finale di andata del campionato nazionale di Prima Categoria 1913-1914 tra Casale e Lazio, vinta proprio dai nerostellati per 7 a 1 che successivamente, con la vittoria a Roma per 2 a 0 nella finale di ritorno, si laurearono Campioni d'Italia..
Lo stadio della Furnasetta non era ancora terminato quando il 24 aprile 1919 fu intitolato al compianto Natale Palli. Appena terminata la stagione 1920-1921 la nuova dirigenza lanciò una sottoscrizione pubblica di lire 50 ad azione per costituire il fondo necessario per la costruzione di un nuovo campo. I promotori furono Arrigotti, Bacco, Bargero, Bobba, i fratelli Buzzi, Calleri, Deregibus, Ferraris, Ferrero, Manacorda, Mombelli, Negro, Patrucco, Palestro, Rossignoli, Scaramuzzi, Segre, Zardetti e Zoppi.
Il terreno di gioco, non molto distante dalla "Furnasetta", era in prossimità del Canale Lanza e venne intitolato nuovamente Natale Palli. È sì l'attuale Stadio, ma l'orientamento longitudinale del campo fu in seguito cambiato, perché all'epoca correva parallelamente al Canale Lanza.
Lo stadio fu inaugurato all'inizio della stagione 1921-1922, in occasione del pareggio casalingo a reti bianche nel derby contro l'Alessandria.

## Struttura
Restaurato più volte, conta attualmente circa 5.600 posti a sedere ed è stato ampliato, l'ultima volta, nel 1985, con l'aggiunta di due gradinate scoperte (di cui una per i tifosi ospiti), da 500 posti cadauna, poste ai lati della tribuna centrale coperta, lunga 60 metri, con una capienza di 1.100 posti numerati, tutti dotati di seggiolino, che dispone inoltre di postazione TV, bar, servizi igienici e tribuna stampa. Il rettilineo distinti, sotto il quale trovano posto spogliatoi, palestra, infermeria, sala stampa e servizi, è lungo 110 metri con 20 file di gradoni in cemento, è interamente coperto ed ha una capienza di 3.525 posti a sedere.
 In seguito alle recenti norme di sicurezza la capienza totale è però stata omologata a 4.000 posti totali, in quanto lo stadio non dispone di seggiolini numerati nel rettilineo distinti e nelle due tribune laterali scoperte; inoltre, al momento, l'impianto non è dotato di tornelli di sicurezza agli ingressi.

## Pubblico
La maggiore affluenza di pubblico fu registrata negli anni settanta, quando in due incontri con Juventus e Torino, validi per il torneo Caligaris, furono raggiunti i 10.000 paganti (capienza massima del "Natal Palli" in quell'epoca). In una delle due finali (quella del 1971) gli spettatori rimasti fuori dai cancelli senza biglietto furono lasciati entrare comunque, previa autorizzazione della terna arbitrale, degli organizzatori del torneo e delle forze dell'ordine e furono sistemati a bordo campo, sulla pista di atletica. Si stima che entrarono almeno altre 2000 persone: si può quindi affermare che quella fu una delle prime partite di calcio, disputate in Italia, senza barriere di protezione tra pubblico e giocatori. Il record di presenze in campionato invece, appartiene alla partita Casale-Albese (Campionato di Serie D 1973/74) con 9.048 paganti. Parecchie furono poi le amichevoli estive, negli anni '80, giocate al Natal Palli tra Casale e Juventus, nelle quali si raggiunsero e superarono le 8.000 presenze, oltre a numerosi derby di campionato con Pro Vercelli ed Alessandria, giocati di fronte a 5/6.000 spettatori..